# Charles-Édouard Russo
Charles-Édouard Russo (Parijs, 5 augustus 1980) is een professioneel golfer uit Frankrijk. Hij speelt op de Europese Challenge Tour. Na een aantal keer de Tourschool te hebben doorlopen lukte het Russo om in 2011 een tourkaart voor de Europese PGA Tour te krijgen.